# اشتوکدورف
اشتوکدورف (به آلمانی: Stockdorf) یک منطقهٔ مسکونی در آلمان است که در گاوتینگ واقع شده‌است. اشتوکدورف ۳٬۲۵۰ نفر جمعیت دارد.